# Пуебла-де-Беленья
Пуебла-де-Беленья (ісп. Puebla de Beleña) — муніципалітет в Іспанії, у складі автономної спільноти Кастилія-Ла-Манча, у провінції Гвадалахара. Населення — 53 особи (2010).
Муніципалітет розташований на відстані близько 65 км на північний схід від Мадрида, 28 км на північ від Гвадалахари.

## Демографія
Динаміка населення (INE ):

## Галерея зображень

Розташування муніципалітету у провінції Гвадалахара